# شورش دستار سرخ
شورش دستار سرخ‌ها شورش بزرگ و گسترده در چین علیه دودمان مغولی یوآن بود که در نهایت منجر به سقوط دودمان یوآن و تشکیل سلسله مینگ شد

## علت
در اواخر عمر سلسله یوآن به خصوص در سال ۱۳۴۰ میلادی مشکلات زیادی گریبان گیر این دودمان مغولی بود.
یکی از این مشکلات طغیان رود زرد بود که باعث از بین رفتن محصولات کشاورزی و بروز قحطی شد.
همچنین شیوع مرگ سیاه در چین باعث مرگ بسیاری از مردم چین شد به طوری که در شمال چین از هر سه نفر، دو نفر به علت مبتلا شدن به طاعون می‌مردند.
بروز این این مشکلات و افزایش نارضایتی مردم، مقدمات شورشی بزرگ را فراهم کرد.

## آغاز قیام
در سال ۱۳۵۱ گروه‌های شورشی مثل جنبش نیلوفرآبی سفید به صورت پراکنده در برابر دودمان یوآن شروع به مبارزه کردند
این قیام‌ها ابتدا در ساحل چجیانگ به فرماندهی Fang Guozhen شروع شد و پس از مدتی گسترش یافت.
گروهی هم به فرماندهی  Guo Zixing  به جمع شورشیان پیوستند و به علت اینکه راحت اعضای گروه خود را تشخیص دهند شروع به پوشیدن کلاه‌ها و سربندهای سرخ رنگ کردند که به گروه دستار سرخ‌ها معروف شدند. بیشتر اعضای تشکیل دهنده این گروه از نژاد هان بودند.
پس مدتی هان شانتونگ، فرمانده گروه نیلوفرآبی سفید در شمال رود زرد اصلی‌ترین جنبش ضد مغولی را رهبری می‌کرد اما او در جنگی شکست خورد و توسط نیروهای یوآن اسیر و اعدام شد.
پس از شکست هان شانتونگ، گروه‌های مختلفی روی کار آمدند اما قدرتمندترین آنها در جنوب رود یانگ تسه بودند که به شورش دستار سرخ‌های جنوبی مشهور گشتند.
فرمانده دستار سرخ‌ها جو یوان‌جانگ بود. جو یوانگ جانگ در ابتدا یکی از دستیاران gou zixing بود اما بعد از او، به فرماندهی قیام دستار سرخ‌ها رسید. او پس از تحکیم قدرت خود در گروه و سرکوب مخالفانش به نبرد علیه دودمان یوآن پرداخت.

## سرانجام
هونگ‌وو در ۱۳۵۶ موفق شد نانجینگ را تصرف کند و از ان به عنوان پایگاه خود در نبردهای پیش رو استفاده کند تا با قدرتی بیش از پیش، به حکومت در آستانه نابودی یوآن پایان دهد. او پس از فتح نانجینگ تواست بر شهر بیجینگ (پکن امروزی) دست یابد و سرانجام در سال ۱۳۶۸ بر حکومت مغولان در چین خاتمه داد و آنها را از چین و کره و منچوری بیرون کرد و سلسله ای چینی با نام مینگ تأسیس کند.